# Länsväg W 759
Länsväg W 759 är en övrig länsväg i Hedemora kommun, Dalarnas län. Vägen är 5,7 km lång och går från Västerby (riksväg 70) till Norshyttan (riksväg 69).